# Laurence De Cock
Pour les articles homonymes, voir De Cock.
Laurence De Cock, née en 1972 à Reims, est une essayiste, historienne et militante politique française.
Impliquée depuis le milieu des années 2000 dans les débats publics concernant les utilisations médiatiques et politiques de l'histoire, elle développe depuis le début des années 2010 une recherche portant sur l'enseignement de l'histoire (et en particulier du fait colonial) en France depuis le xixe siècle.

## Biographie
Laurence De Cock naît en 1972. Elle est la fille de psychanalystes.
En 1996, elle est admise au CAPES d'histoire-géographie puis, six ans plus tard, à l'agrégation interne d'histoire-géographie. Elle est depuis 2015 professeure agrégée d'histoire-géographie dans un lycée parisien,, après avoir enseigné à Reims et à Nanterre. Elle est également chargée d'enseignement à l'université Paris-Diderot.
Elle s'investit à partir du milieu des années 2000 dans les débats concernant l'enseignement de l'histoire dans le secondaire et préside de 2010 à 2011 le Comité de vigilance face aux usages publics de l'histoire (CVUH),, fondé par Gérard Noiriel et Nicolas Offenstadt, puis en est l'une des deux vice-présidentes à partir de 2011.
En 2011, elle cofonde, avec Emmanuelle Picard, Patricia Legris et Suzanne Citron, le site internet « Aggiornamento Histoire-géo », consacré aux « réflexions et propositions pour un renouvellement de l'enseignement de l'histoire et de la géographie du Primaire à l'Université »,.
À partir du début des années 2010, elle publie régulièrement des articles sur l'enseignement de l'histoire en France, tout en préparant une thèse de doctorat en sciences de l'éducation, intitulée « Le fait colonial à l'école : genèse et scolarisation d'un objet de débat public, scientifique et mémoriel (des années 1980 à 2015), essai de socio-histoire du curriculum », qu'elle soutient en 2016 à l'université Lumière-Lyon-II sous la direction de Françoise Lantheaume. Ses recherches portent sur l'enseignement de l'histoire et l'articulation entre l'universalisme républicain et la diversité culturelle.
Dans le même temps, elle participe à la rédaction de plusieurs manuels chez Nathan et ouvrages destinés aux bacheliers, et est chargée de cours en didactique de l'histoire et pédagogie depuis 2012 à l'université Paris-Diderot,.
Elle participe à une chronique avec l'historienne Mathilde Larrère sur Mediapart, intitulée « Les détricoteuses », à propos des tentatives d'instrumentalisation de l'histoire.
En juin 2020, elle coordonne l'adaptation de la revue L'Histoire dans un format destiné aux collégiens nommé L'Histoire Juniors.

## Prises de position et controverses
Laurence De Cock se déclare « engagée à gauche » et « proche du mouvement Ensemble ! ». En mai 2022, elle rejoint le parlement de la Nupes, union de la gauche formée en vue des élections législatives.

### Critique de l'usage politique de l'histoire
Elle codirige en 2008 un ouvrage dénonçant la vision sarkozienne de l'histoire. Fin 2016, elle est médiatisée  pour un Storify (en) avec Mathilde Larrère réfutant des propos de l'ancien président français sur les origines gauloises de la France.
Le 23 mars 2017, elle est invitée par L'Émission politique de France 2 pour débattre de l'histoire de France avec François Fillon, candidat des Républicains à l'élection présidentielle. Bien qu'il ait rappelé qu'elle avait été proche du Front de gauche de Jean-Luc Mélenchon avant le début de son intervention,, certains détails de ses engagements passés ne sont pas explicités, ce qui suscite quelques remous sur Twitter.

### Programmes scolaires
Laurence De Cock soutient que « l'histoire scolaire est incontestablement, dans son acte de fondation, un lieu d'usage public de l'histoire, car l'enseignement de l'histoire a d'emblée été chargé d'une finalité civique. En tant que tel, un programme peut donc se lire comme un projet mémoriel. »
En 2015, elle participe du mouvement critique lancé par Benjamin Stora à la suite de la publication des nouveaux programmes d'histoire. Stora, alors président du conseil d'orientation de la Cité nationale de l'histoire de l'immigration, dénonce « la faible place de l'immigration dans les nouveaux programmes ». Via le collectif Aggiornamento, dans le cadre d'une interview au Monde, elle juge alors qu'il existe un risque d'une « mise en sourdine de l'immigration récente ». Elle estime que l'introduction du thème de l'histoire longue de l'humanité et des migrations est une « nouveauté intéressante ».

### Affaire judiciaire
Zaka Toto, doctorant en histoire, fondateur de la revue antillaise Zist, accuse Laurence De Cock d'avoir plagié son travail dans un article sur les stigmates contemporains de la colonisation,,,,. Après avoir expliqué sa démarche dans un nouvel article et devant la persistance des accusations, elle finit par déposer plainte pour diffamation,,. Zaka Toto est relaxé en première instance « au bénéfice de la bonne foi »,.

## Publications

### Ouvrages
- Sur l'enseignement de l'histoire : débats, programmes et pratiques de la fin du xixe siècle à nos jours, Paris, Libertalia, coll. « Ceux d'en bas » (no 11), 2018, 329 p. (ISBN 978-2-37729-033-8).
- Dans la classe de l'homme blanc : l'enseignement du fait colonial en France des années 1980 à nos jours, Lyon, Presses universitaires de Lyon, 2018, 318 p. (ISBN 978-2-7297-0940-2)[29].
- École, Paris, Anamosa, coll. « Le mot est faible », 2019, 91 p. (ISBN 979-10-95772-77-4).
- École publique et émancipation sociale, Marseille, Agone, coll. « Contre-feux », 2021, 215 p. (ISBN 978-2-7489-0471-0).
- Une journée fasciste : Célestin et Élise Freinet, pédagogues et militants, Marseille, Agone, coll. « Mémoires sociales », 2022, 230 p. (ISBN 978-2-7489-0503-8)[30].
- Histoire de France populaire : D'il y a très longtemps à nos jours, Marseille, Agone, coll. « Mémoires sociales », 2024, 559 p. (ISBN 978-2-7489-0570-0).

### Ouvrages collectifs
- Mémoires et histoire à l'école de la République : quels enjeux ? (avec Corinne Bonafoux et Benoît Falaize), Paris, Armand Colin, coll. « Débats d'école », 2007, 158 p. (ISBN 978-2-200-34635-5).
- Manifs et stations : métro des militant-e-s (avec Mathilde Larrère), Ivry-sur-Seine, Éditions de l'Atelier, coll. « Celles et ceux », 2020, 202 p. (ISBN 978-2-7082-4619-5).

### Directions et co-directions
- Comment Nicolas Sarkozy écrit l'histoire de France (co-direction avec Fanny Madeline, Nicolas Offenstadt, Sophie Wahnich), Marseille, Agone, coll. « Passé & présent », 2008, 203 p. (ISBN 978-2-7489-0093-4).
- Paniques identitaires : l'identité au prisme des sciences sociales (co-direction avec Régis Meyran), Vulaines-sur-Seine, Le Croquant, coll. « Détox », 2017, 196 p. (ISBN 978-2-36512-111-8).
- La Fabrique scolaire de l'histoire (co-direction avec Emmanuelle Picard), Marseille, Agone, coll. « Passé & présent », 2009, XXV-212 p. (ISBN 978-2-7489-0106-1), 2e édition (direction), Marseille, Agone, 2017  (ISBN 978-2-7489-0335-5).